# Легенда блакитного моря
Легенда блакитного моря (кор. 푸른 바다의 전설), інша назва: Легенда про синє море — південнокорейський телесеріал 2016 року, показувався на телеканалі «SBS» щосереди та четвер о 22:00 з 16 листопада 2016 року по 25 січня 2017 року. У головних ролях Лі Мін Хо та Чон Чі Хьон. Серіал оснований на класичні легенді з часів Чосон, що входить до Оу Ядам, де описувалося як рибак зловив русалку, а потім її відпустив. Усі 20 серій мають українські субтитри на платформі Viki.

## Сюжет
У центрі серіалу-історія кохання русалки Сім Чон та дотепного шантажиста Хо Джун Дже. Зосереджуючись на відродженні, долі та нерозділеному коханні, їхня історія зіставляється з паралельною історією їхніх втілень часів Чосон, русалки, Се Хва та голови міста Кім Дам Рьон.

### Період Чосон (XVIст.)
У селі Хипґоку після шторму викидає на берег русалку Се Хва, яку місцеві жителі на чолі з Ян Син Ґілем беруть у полон. Однак по прибуттю у село нового магістрата Дам Рьона, русалку звільняють і відправляють у море за його проханням. Але це розлючує Син Ґіля, який все одно бажає заволодіти неї, а тому не полишає надій впіймати її знову, тим більше, що вона може знову вийти на сушу заради Дам Рьона. Після повернення русалки до моря, Дам Рьон знову з нею зустрічається і дізнається, що вона була русалкою з якою він грався у дитинстві, але спогади про це він втратив, бо вона їх стерла. Після чого він пропонує її вийти на сушу, щоб побачити перший сніг. Вона дотримується свої обіцянку і зустрічається із Дам Рьоном, але тепер йому приходиться оберігати і приховувати Се Хва, бо місцеві жителі, що підбуренні наложницею Син Ґіля про те, що русалки вбивають односельчан, негативно ставляться, а дехто на неї полює.

### Сучасність
Джун Дже разом із Чу Нам Ду і Тхе О обманюють багатіїв, виманюючи в них гроші. Після однієї такої справи вони вирушають у відпустку, але кожен поїхав у своєму напрямку. Джун Дже своєю чергою полетів до Іспанії, де після шторму до його будинку потрапляє русалка Сім Чон. Спершу, він планує обдурити її, забравши в неї коштовний браслет, але побачивши її невинність вирішив її назад повернути і піклуватися про неї, поки не знайде її дім. Під час перебування в Іспанії на них починає полювати банда, найнята колишньою обдуреною клієнткою Джун Дже, внаслідок чого їм доводиться стрибати зі схилу в океан. Однак через те, що Джун Дже не вміє плавати, то його рятує русалка і стирає йому пам'ять, що приховати свою справжню подобу. Він повертається до Корея, а вона так само вирушає в Корею услід за ним. Коли Сім Чон добирається до Кореї, то проходить 3 місяці від подій у Іспанії. Вона знаходить Джун Дже і оселяється в його будинку та поступову звикає до людського життя, проте пізніше її стає відомо, щоб жити серед людей її має покохати та особа, яку вона кохає. Крім того, на Джун Дже також чатує небезпека у вигляді Ма Де Йона, злочинця, що втік із в'язниці і за наказом мачухи Джун Дже планує його вбити.

## У ролях
Примітка: Перше ім'я, що подається жирним шрифтом в описі персонажа, є персонажем із епохи Чосон, а друге — з нашого часу.

### Головні ролі
- Лі Мін Хо — Хо Джун Дже / Кім Дам Рьон[4][5]
  - Чон Чін Со — Джун Дже / Дам Рьон у дитячому віці
  - Чін Йон — Джун Дже / Дам Рьон у підлітковому віці

Кім Дам Рьон: У дитинстві він дружив із русалкою Се Хва та міг чути її голос, однак із часом йому прийшлося з неї розлучитися через переїзд, а потім і одруження. Після одруження він ще раз намагався зустрітися із русалкою, але в момент, коли він ледве не затонув, то знову зустрів русалку, якого врятувала і стерла йому пам'ять. Відтоді пройшов якийсь час і Дам Рьон приїжджає до села Хипкок як новий магістрат, де Ян Син Ґіль показує йому зловлену русалку. За наказом Дам Рьона її відпускають, а починає з нею зустрічатися та знову в неї закохується. Крім того, Дам Рьон мав дивні сни, в яких він бачив своє втілення, але в майбутньому.
Хо Джун Дже: У дитинстві його покинула мати, і після того він разом жив із батьком, мачухою та зведеним братом. Через цькування матері, погані відносини із братом та тим, що батько більше турботи приділяв зведеному брату, то він втік із дому у пошуках своєї матері. Під час пошуків він здибався із шахраєм Чо Нам До, з якими вони почали обкрадати багатіїв. Зараз їхня команда складається із трьох осіб, де третім є Тхе О. Джун Дже вміло аналізує осіб за їхнім зовнішнім виглядом і поведінкою та застосовує гіпноз для маніпулювання ними. Під час однієї відпустки в Іспанії він за дивних обставин зустрівся із русалкою Сім Чон, але вона стерла йому спогади, після того як він побачив, що вона русалка. Вони знову зустрілися в Сеулі і він дозволив їй тимчасово оселитися у себе. Він мене дивні сни, в яких бачить своє втілення в епоху Чосон.
- Чон Чі Хьон — Сім Чон / Се Хва[4][5]
  - Каль Со Вон — Се Хва у дитячому віці
  - Сін Ин Су — Се Хва у підлітковому віці

Се Хва: Русалка, яка в дитинстві дружила із Дам Рьоном, але не змогла з ним поїхати, бо на сушу можуть виходити лише дорослі русалки. Пізніше вона стирає йому спогади про себе, щоб він міг спокійно жити зі своєю дружиною. Коли стала дорослою, то внаслідок шторму її викидає на берег селища Хипкок, де її зловили місцеві жителі. По прибуттю в селище нового магістрату Дам Рьона, її звільняють за його наказом і вона час від часу зустрічається із ним.
Сім Чон: Вона потрапляє в шторм і її викидає на берег поблизу готелю, в якому зупинився Джун Дже. Вони ближче знайомляться і вона в нього закохується, але через те, що викривається її таємниця, то вона стирає йому пам'ять. Однак вона дотримується своєї обіцянки і вирушає за ним до Сеула. Після прибуття у Сеул, вона оселяється у Джун Дже. Джун Дже дає їй ім'я Сім Чон в честь відомої персонажки класичного корейського роману «Оповідь про Сім Чон». Вона має подруг безхатченку та Юну.

### Другорядні ролі

#### Команда шахраїв
- Лі Хі Джун — Чо Нам До / Пак Му[4][5]

Пак Му: Він працює із сином Ян Син Ґіля. Пізніше стає відомо, що він є найкращим соратником Дам Рьона, що допомагає захистити Се Хва, але через це втрачає життя у битві з поплічниками Син Ґіля.
Чо Нам До: Шахрай, що обдурив Джун Дже на гроші, проте Джун Дже його дочекався і зловив. Після того вони стали працювати разом, обманюючи багатіїв. Він, переважно, виступає як людина, що спілкується або досліджує жертву перед тим, як нею займеться Джун Дже.
- Сін Вон Хо — Тхе О[4][5]

Наймолодший із команди шахраїв Джун Дже, що займається технічною підтримкою їхніх операцій, зламуючи різні комп'ютерні системи. Він закохується в Сім Чон.

#### Сім'я Джун Дже
- Лі Чі Хун — Хо Чхі Хьон[4][5]

Він є зведеним братом Джун Дже, що живе разом із батьком. Джун Дже його недолюблює, а тому вони майже не спілкуються, крім випадкових зустрічей.
- Хван Сін Хє — Кан Со Хі / Кан Чі Йон[4][5]
  - О Йон А — молода Кан Со Хі / молода Кан Чі Йон / Хон Нан

Хон Нан: Наложниця Ян Син Ґіль, що допомагає йому здійснити його у ловленні русалки та створенні негативного враження при них у селі Хипкок.
Кан Со Хі / Кан Чі Йон: Мачуха Джун Дже, що прийшла разом із Хо Чхі Хьоном. Вона планує заволодіти багатство Хо Іль Джун, батька Джун Дже, а тому наймає Ма Де Йон, щоб той вбив Джун Дже.
- Чхве Чон У — Хо Іль Джун[4][5]

Батько Джун Дже, що після того, як їх покинула мати Джун Дже, одружився із Кан Со Хі.
- На Йон Хі — Мо Ю Ран[4][5]
  - Сім І Йон — молода Мо Ю Ран

Мати Джун Дже, що покинула його в дитинстві, а тепер працює покоївкою у сім'ї Са І.

#### Сім'я Са І
- Сін Хє Сон — Чхве Са І[4][5]

Вона є студенткою університету, що займається дослідження в науковій сфері зі збереження культурних цінностей. Вона є закоханою в Джун Дже
- Мун Со Рі — Ан Чін Джу[4][5]

Вона є своякою Са І, що має великі статки, через які стає ціллю групи шахраїв на чолі із Джун Дже.
- Лі Че Вон — Чха Тон Сік[4][5]

Брат Сі А та чоловік Чін Джу.

#### Люди, що переслідують Джун Дже
- Сон Тон Іль — Ма Де Йон / Ян Син Ґіль[4][5]

Ян Син Ґіль: Заможний житель у селі Хипґок, що займається корупцією у питаннях постачання товарів. Він планує заволодіти русалкою Се Хва, що заробити грошей на ній. Тому він стає ворогом Дам Рьона, що всіляко захищає Се Хва. Він має наложницю Хон Нан.
Ма Де Йон: Він є злочинцем, що втік з в'язниці та отримав доручення від Кан Со Хі щодо вбивства Джун Дже.
- Пак Хе Су — Хон Тон Пхьо[4][5]

Він є детективом, що полює на Ма Де Йон та Хо Джу Дже.

#### Інші
- Сін Рін А — Юна

Вона є ученицею початкової школи, що все сама робить, бо її мати тяжко працює. Вона стала подругою Сім Чон.
- Пак Чі Іль — менеджер Нам
  - Чхве Квон — менеджер Нам у дитинстві

Він став найближчою людиною для Джун Дже, після того, як батько почав більшість часу приділяти зведеному брату Хо Чхі Хьону.
- Хон Чін Ґьон — безхатченка, подруга Сім Чон
- Лі Хо Дже — прокурор Чін Кьон Вон

### Особлива поява
- Кім Сон Рьон — Чан Чін Ок, генеральна директорка Myeongdong Capital (серії 1-3)
- Ко Кю Пхіль — головний тілоохоронець Myeongdong Capital (серії 1, 3)
- Крісталь Чон — Мін Джі, бортпровідниця (серія 1)
- Кім Хє Юн — донька Чан Чін Ок (серія 3)
- Чха Тхе Хьон — шахрай Han River (серія 4)
- Кім Кан Хьон — поліцейський (серія 5)
- Пак Чін Джу — медсестра (серія 6)
- Чо Чон Сок — Ю Чон Хун (серія 7-8)
- Чон Ю Мі — Кім Хє Джін (серія 8)
- Кім Сон Йон — пані в сауні (серія 11)
- Ім Вон Хі — лікар (серія 19)
- Кім Силь Гі — молода русалка, якій Сім Чон дає пораду (серія 20)

## Оригінальні звукові доріжки

### Повний альбом
| The Legend of the Blue Sea (Original Television Soundtrack), Диск 1 | The Legend of the Blue Sea (Original Television Soundtrack), Диск 1 | The Legend of the Blue Sea (Original Television Soundtrack), Диск 1 | The Legend of the Blue Sea (Original Television Soundtrack), Диск 1 | The Legend of the Blue Sea (Original Television Soundtrack), Диск 1 | The Legend of the Blue Sea (Original Television Soundtrack), Диск 1 |
| #                                                                   | Назва                                                               | Автор слів                                                          | Автор музики                                                        | Виконавець                                                          | Тривалість                                                          |
| ------------------------------------------------------------------- | ------------------------------------------------------------------- | ------------------------------------------------------------------- | ------------------------------------------------------------------- | ------------------------------------------------------------------- | ------------------------------------------------------------------- |
| 1.                                                                  | «Sound Of Ocean»                                                    |                                                                     | Рьо Йошімата                                                        | Рьо Йошімата                                                        | 2:56                                                                |
| 2.                                                                  | «Somewhere Someday» (어디선가 언젠가)                               | Кім І На                                                            | Сон Сі Ґьон                                                         | Сон Сі Ґьон                                                         | 4:31                                                                |
| 3.                                                                  | «You are my world» (그대라는 세상)                                  | Хан Джун                                                            | Лі Ю Джін                                                           | Юн Мі Ре                                                            | 3:37                                                                |
| 4.                                                                  | «Lean On You» (너에게 기울어가)                                     | Кім Чі Хян                                                          | MELODESIGN                                                          | Чон Йоп (Brown Eyed Soul)                                           | 3:46                                                                |
| 5.                                                                  | «Love Story»                                                        | Кім Чан У, Кім Чі Хян                                               | Кім Чан У, MELODESIGN                                               | Лін                                                                 | 3:24                                                                |
| 6.                                                                  | «Shy Boy» (설레이는 소년처럼)                                       | Сін Хе Чхоль                                                        | Сін Хе Чхоль                                                        | Ха Хьон У (Guckkasten)                                              | 3:29                                                                |
| 7.                                                                  | «WindFlower» (바람꽃)                                               | Хана, Tom & Jerry, Джері                                            | Tom & Jerry, Джері                                                  | Лі Сон Хі                                                           | 4:11                                                                |
| 8.                                                                  | «Fool» (바보야)                                                     | Honey Pot, Пак Йон Ун, Чо Хьон Ґьон                                 | Honey Pot, Пак Йон Ун, Чо Хьон Ґьон                                 | Кен (VIXX)                                                          | 3:13                                                                |
| 9.                                                                  | «If Only» (만에 하나)                                               | Мін Йон Дже, Bigtone                                                | KingMing, Кім Тон Хві                                               | Кім Се Джон                                                         | 4:15                                                                |
| 10.                                                                 | «Day By Day» (하루에 하나씩)                                        | ZigZagNote, Кан Мін Со                                              | ZigZagNote, Кан Мін Со                                              | Пак Юн Ха                                                           | 3:08                                                                |
| 11.                                                                 | «Why Would I Do Like» (내가 왜 이럴까)                              | Coffee Boy                                                          | Coffee Boy                                                          | Coffee Boy                                                          | 3:13                                                                |
| 12.                                                                 | «Love Road» (사랑길)                                                | Кім Чі Хян                                                          | MELODESIGN                                                          | Мін Чхе                                                             | 3:54                                                                |
| 13.                                                                 | «Memories»                                                          |                                                                     | Рьо Йошімата                                                        | Рьо Йошімата                                                        | 3:27                                                                |
| 14.                                                                 | «The Last Time»                                                     |                                                                     | Рьо Йошімата                                                        | Рьо Йошімата                                                        | 1:58                                                                |

| The Legend of the Blue Sea (Original Television Soundtrack), Диск 2 | The Legend of the Blue Sea (Original Television Soundtrack), Диск 2 | The Legend of the Blue Sea (Original Television Soundtrack), Диск 2                                | The Legend of the Blue Sea (Original Television Soundtrack), Диск 2                                | The Legend of the Blue Sea (Original Television Soundtrack), Диск 2 | The Legend of the Blue Sea (Original Television Soundtrack), Диск 2 |
| #                                                                   | Назва                                                               | Автор слів                                                                                         | Автор музики                                                                                       | Виконавець                                                          | Тривалість                                                          |
| ------------------------------------------------------------------- | ------------------------------------------------------------------- | -------------------------------------------------------------------------------------------------- | -------------------------------------------------------------------------------------------------- | ------------------------------------------------------------------- | ------------------------------------------------------------------- |
| 1.                                                                  | «Hidden Story» (숨겨진 이야기 (Feat. 한아름))                       | 2nd Moon, Лінда Каллен, Пак Хє Рі, Чхве Чін Ґьон, Чо Юн Джон, Пек Сон Йоль, Пак Чін У, Кім Хьон Бо | 2nd Moon, Лінда Каллен, Пак Хє Рі, Чхве Чін Ґьон, Чо Юн Джон, Пек Сон Йоль, Пак Чін У, Кім Хьон Бо | 2nd Moon                                                            | 3:54                                                                |
| 2.                                                                  | «My name» (나의 이름 (Feat. 한아름))                                | | 2nd Moon, Лінда Каллен, Пак Хє Рі, Чхве Чін Ґьон, Чо Юн Джон, Пак Чін У, Пек Сон Йоль, Кім Хьон Бо | 2nd Moon                                                            | 2:37                                                                |
| 3.                                                                  | «As This Time» (다음 이 시간에)                                     | | 2nd Moon, Лінда Каллен, Пак Хє Рі, Чхве Чін Ґьон, Чо Юн Джон, Пак Чін У, Пек Сон Йоль, Кім Хьон Бо | 2nd Moon                                                            | 1:44                                                                |
| 4.                                                                  | «The way to looking for you» (너를 찾아가는 길)                     | | 2nd Moon, Лінда Каллен, Пак Хє Рі, Чхве Чін Ґьон, Чо Юн Джон, Пак Чін У, Пек Сон Йоль, Кім Хьон Бо | 2nd Moon                                                            | 1:30                                                                |
| 5.                                                                  | «Sea of Mermaids 1» (인어의 바다 1)                                 | | 2nd Moon, Лінда Каллен, Пак Хє Рі, Чхве Чін Ґьон, Чо Юн Джон, Пак Чін У, Пек Сон Йоль, Кім Хьон Бо | 2nd Moon                                                            | 1:48                                                                |
| 6.                                                                  | «Sea of Mermaids 2» (인어의 바다 2)                                 | | 2nd Moon, Лінда Каллен, Пак Хє Рі, Чхве Чін Ґьон, Чо Юн Джон, Пак Чін У, Пек Сон Йоль, Кім Хьон Бо | 2nd Moon                                                            | 2:21                                                                |
| 7.                                                                  | «Sea of Mermaids 3» (인어의 바다 3)                                 | | 2nd Moon, Лінда Каллен, Пак Хє Рі, Чхве Чін Ґьон, Чо Юн Джон, Пек Сон Йоль, Пак Чін У, Кім Хьон Бо | 2nd Moon                                                            | 1:46                                                                |
| 8.                                                                  | «A lost memory» (사라진 기억 (Feat. 한아름))                        | | 2nd Moon, Лінда Каллен, Пак Хє Рі, Чхве Чін Ґьон, Чо Юн Джон, Пак Чін У, Пек Сон Йоль, Кім Хьон Бо | 2nd Moon                                                            | 1:26                                                                |
| 9.                                                                  | «Sweet wait» (달콤한 기다림)                                        | | 2nd Moon, Лінда Каллен, Пак Хє Рі, Чхве Чін Ґьон, Чо Юн Джон, Пек Сон Йоль, Пак Чін У, Кім Хьон Бо | 2nd Moon                                                            | 2:07                                                                |
| 10.                                                                 | «I like it together.» (함께라서 좋아)                               | | 2nd Moon, Лінда Каллен, Пак Хє Рі, Чхве Чін Ґьон, Чо Юн Джон, Пак Чін У, Пек Сон Йоль, Кім Хьон Бо | 2nd Moon                                                            | 2:35                                                                |
| 11.                                                                 | «Where you stand» (네가 서있는 그곳)                                | | 2nd Moon, Лінда Каллен, Пак Хє Рі, Чхве Чін Ґьон, Чо Юн Джон, Пак Чін У, Пек Сон Йоль, Кім Хьон Бо | 2nd Moon                                                            | 2:31                                                                |
| 12.                                                                 | «Wait For you» (기대할게!)                                          | | 2nd Moon, Лінда Каллен, Пак Хє Рі, Чхве Чін Ґьон, Чо Юн Джон, Пак Чін У, Пек Сон Йоль, Кім Хьон Бо | 2nd Moon                                                            | 2:28                                                                |
| 13.                                                                 | «Lighthouse» (등대)                                                 | | 2nd Moon, Лінда Каллен, Пак Хє Рі, Чхве Чін Ґьон, Чо Юн Джон, Пак Чін У, Пек Сон Йоль, Кім Хьон Бо | 2nd Moon                                                            | 1:51                                                                |
| 14.                                                                 | «In A Dream» (꿈속에서 (Feat. 한아름))                              | | 2nd Moon, Лінда Каллен, Пак Хє Рі, Чхве Чін Ґьон, Чо Юн Джон, Пек Сон Йоль, Пак Чін У, Кім Хьон Бо | 2nd Moon                                                            | 2:27                                                                |
| 15.                                                                 | «A lost memory reprise» (사라진 기억 (Reprise))                     | | 2nd Moon, Лінда Каллен, Пак Хє Рі, Чхве Чін Ґьон, Чо Юн Джон, Пак Чін У, Пек Сон Йоль, Кім Хьон Бо | 2nd Moon                                                            | 2:55                                                                |
| 16.                                                                 | «I see your heart» (마음이 보여)                                    | | 2nd Moon, Лінда Каллен, Пак Хє Рі, Чхве Чін Ґьон, Чо Юн Джон, Пак Чін У, Пек Сон Йоль, Кім Хьон Бо | 2nd Moon                                                            | 3:14                                                                |
| 17.                                                                 | «JinJu's devotion» (진주의 정성)                                    | | 2nd Moon, Лінда Каллен, Пак Хє Рі, Чхве Чін Ґьон, Чо Юн Джон, Пак Чін У, Пек Сон Йоль, Кім Хьон Бо | 2nd Moon                                                            | 2:39                                                                |
| 18.                                                                 | «Agent Blue»                                                        | | 2nd Moon, Лінда Каллен, Пак Хє Рі, Чхве Чін Ґьон, Чо Юн Джон, Пак Чін У, Пек Сон Йоль, Кім Хьон Бо | 2nd Moon                                                            | 1:20                                                                |
| 19.                                                                 | «Where I lived» (내가 살던 곳에는)                                  | | 2nd Moon, Лінда Каллен, Пак Хє Рі, Чхве Чін Ґьон, Чо Юн Джон, Пек Сон Йоль, Пак Чін У, Кім Хьон Бо | 2nd Moon                                                            | 2:08                                                                |
| 20.                                                                 | «My name reprise» (나의 이름 (Reprise))                             | | 2nd Moon, Лінда Каллен, Пак Хє Рі, Чхве Чін Ґьон, Чо Юн Джон, Пек Сон Йоль, Пак Чін У, Кім Хьон Бо | 2nd Moon                                                            | 4:33                                                                |
| 21.                                                                 | «Could I meet you again» (다시 만날 수 있을까)                      | | 2nd Moon, Лінда Каллен, Пак Хє Рі, Чхве Чін Ґьон, Чо Юн Джон, Пак Чін У, Пек Сон Йоль, Кім Хьон Бо | 2nd Moon                                                            | 3:34                                                                |

### Альбом частинами
| The Legend of the Blue Sea (Original Television Soundtrack), Part 1 | The Legend of the Blue Sea (Original Television Soundtrack), Part 1 | The Legend of the Blue Sea (Original Television Soundtrack), Part 1 | The Legend of the Blue Sea (Original Television Soundtrack), Part 1 | The Legend of the Blue Sea (Original Television Soundtrack), Part 1 | The Legend of the Blue Sea (Original Television Soundtrack), Part 1 |
| #                                                                   | Назва                                                               | Автор слів                                                          | Автор музики                                                        | Виконавець                                                          | Тривалість                                                          |
| ------------------------------------------------------------------- | ------------------------------------------------------------------- | ------------------------------------------------------------------- | ------------------------------------------------------------------- | ------------------------------------------------------------------- | ------------------------------------------------------------------- |
| 1.                                                                  | «Love Story»                                                        | Кім Чан У, Кім Чі Хян                                               | Кім Чан У, MELODESIGN                                               | Лін                                                                 | 3:24                                                                |
| 2.                                                                  | «Love Story (Inst.)»                                                |                                                                     | Кім Чан У, MELODESIGN                                               | Лін                                                                 | 3:24                                                                |

| The Legend of the Blue Sea (Original Television Soundtrack), Part 2 | The Legend of the Blue Sea (Original Television Soundtrack), Part 2 | The Legend of the Blue Sea (Original Television Soundtrack), Part 2 | The Legend of the Blue Sea (Original Television Soundtrack), Part 2 | The Legend of the Blue Sea (Original Television Soundtrack), Part 2 | The Legend of the Blue Sea (Original Television Soundtrack), Part 2 |
| #                                                                   | Назва                                                               | Автор слів                                                          | Автор музики                                                        | Виконавець                                                          | Тривалість                                                          |
| ------------------------------------------------------------------- | ------------------------------------------------------------------- | ------------------------------------------------------------------- | ------------------------------------------------------------------- | ------------------------------------------------------------------- | ------------------------------------------------------------------- |
| 1.                                                                  | «You are my world» (그대라는 세상)                                  | Хан Джун                                                            | Лі Ю Джін                                                           | Юн Мі Ре                                                            | 3:37                                                                |
| 2.                                                                  | «You are my world (Inst.)» (그대라는 세상 (Inst.))                  |                                                                     | Лі Ю Джін                                                           | Юн Мі Ре                                                            | 3:37                                                                |

| The Legend of the Blue Sea (Original Television Soundtrack), Part 3 | The Legend of the Blue Sea (Original Television Soundtrack), Part 3 | The Legend of the Blue Sea (Original Television Soundtrack), Part 3 | The Legend of the Blue Sea (Original Television Soundtrack), Part 3 | The Legend of the Blue Sea (Original Television Soundtrack), Part 3 | The Legend of the Blue Sea (Original Television Soundtrack), Part 3 |
| #                                                                   | Назва                                                               | Автор слів                                                          | Автор музики                                                        | Виконавець                                                          | Тривалість                                                          |
| ------------------------------------------------------------------- | ------------------------------------------------------------------- | ------------------------------------------------------------------- | ------------------------------------------------------------------- | ------------------------------------------------------------------- | ------------------------------------------------------------------- |
| 1.                                                                  | «Lean On You» (너에게 기울어가)                                     | Кім Чі Хян                                                          | MELODESIGN                                                          | Чон Йоп (Brown Eyed Soul)                                           | 3:46                                                                |
| 2.                                                                  | «Lean On You (Inst.)» (너에게 기울어가 (Inst.))                     |                                                                     | MELODESIGN                                                          | Чон Йоп (Brown Eyed Soul)                                           | 3:46                                                                |

| The Legend of the Blue Sea (Original Television Soundtrack), Part 4 | The Legend of the Blue Sea (Original Television Soundtrack), Part 4 | The Legend of the Blue Sea (Original Television Soundtrack), Part 4 | The Legend of the Blue Sea (Original Television Soundtrack), Part 4 | The Legend of the Blue Sea (Original Television Soundtrack), Part 4 | The Legend of the Blue Sea (Original Television Soundtrack), Part 4 |
| #                                                                   | Назва                                                               | Автор слів                                                          | Автор музики                                                        | Виконавець                                                          | Тривалість                                                          |
| ------------------------------------------------------------------- | ------------------------------------------------------------------- | ------------------------------------------------------------------- | ------------------------------------------------------------------- | ------------------------------------------------------------------- | ------------------------------------------------------------------- |
| 1.                                                                  | «Shy Boy» (설레이는 소년처럼)                                       | Сін Хе Чхоль                                                        | Сін Хе Чхоль                                                        | Ха Хьон У (Guckkasten)                                              | 3:29                                                                |
| 2.                                                                  | «Shy Boy (Inst.)» (설레이는 소년처럼 (Inst.))                       |                                                                     | Сін Хе Чхоль                                                        | Ха Хьон У (Guckkasten)                                              | 3:29                                                                |

| The Legend of the Blue Sea (Original Television Soundtrack), Part 5 | The Legend of the Blue Sea (Original Television Soundtrack), Part 5 | The Legend of the Blue Sea (Original Television Soundtrack), Part 5 | The Legend of the Blue Sea (Original Television Soundtrack), Part 5 | The Legend of the Blue Sea (Original Television Soundtrack), Part 5 | The Legend of the Blue Sea (Original Television Soundtrack), Part 5 |
| #                                                                   | Назва                                                               | Автор слів                                                          | Автор музики                                                        | Виконавець                                                          | Тривалість                                                          |
| ------------------------------------------------------------------- | ------------------------------------------------------------------- | ------------------------------------------------------------------- | ------------------------------------------------------------------- | ------------------------------------------------------------------- | ------------------------------------------------------------------- |
| 1.                                                                  | «Somewhere Someday» (어디선가 언젠가)                               | Кім І На                                                            | Сон Сі Ґьон                                                         | Сон Сі Ґьон                                                         | 4:31                                                                |
| 2.                                                                  | «Somewhere Someday (Inst.)» (어디선가 언젠가 (Inst.))               |                                                                     | Сон Сі Ґьон                                                         | Сон Сі Ґьон                                                         | 4:31                                                                |

| The Legend of the Blue Sea (Original Television Soundtrack), Part 6 | The Legend of the Blue Sea (Original Television Soundtrack), Part 6 | The Legend of the Blue Sea (Original Television Soundtrack), Part 6 | The Legend of the Blue Sea (Original Television Soundtrack), Part 6 | The Legend of the Blue Sea (Original Television Soundtrack), Part 6 | The Legend of the Blue Sea (Original Television Soundtrack), Part 6 |
| #                                                                   | Назва                                                               | Автор слів                                                          | Автор музики                                                        | Виконавець                                                          | Тривалість                                                          |
| ------------------------------------------------------------------- | ------------------------------------------------------------------- | ------------------------------------------------------------------- | ------------------------------------------------------------------- | ------------------------------------------------------------------- | ------------------------------------------------------------------- |
| 1.                                                                  | «WindFlower» (바람꽃)                                               | Хана, Tom & Jerry, Джері                                            | Tom & Jerry, Джері                                                  | Лі Сон Хі                                                           | 4:11                                                                |
| 2.                                                                  | «WindFlower (Inst.)» (바람꽃 (Inst.))                               |                                                                     | Tom & Jerry, Джері                                                  | Лі Сон Хі                                                           | 4:11                                                                |

| The Legend of the Blue Sea (Original Television Soundtrack), Part 7 | The Legend of the Blue Sea (Original Television Soundtrack), Part 7 | The Legend of the Blue Sea (Original Television Soundtrack), Part 7 | The Legend of the Blue Sea (Original Television Soundtrack), Part 7 | The Legend of the Blue Sea (Original Television Soundtrack), Part 7 | The Legend of the Blue Sea (Original Television Soundtrack), Part 7 |
| #                                                                   | Назва                                                               | Автор слів                                                          | Автор музики                                                        | Виконавець                                                          | Тривалість                                                          |
| ------------------------------------------------------------------- | ------------------------------------------------------------------- | ------------------------------------------------------------------- | ------------------------------------------------------------------- | ------------------------------------------------------------------- | ------------------------------------------------------------------- |
| 1.                                                                  | «Fool» (바보야)                                                     | Honey Pot, Пак Йон Ун, Чо Хьон Ґьон                                 | Honey Pot, Пак Йон Ун, Чо Хьон Ґьон                                 | Кен (VIXX)                                                          | 3:13                                                                |
| 2.                                                                  | «Fool (Inst.)» (바보야 (Inst.))                                     |                                                                     | Honey Pot, Пак Йон Ун, Чо Хьон Ґьон                                 | Кен (VIXX)                                                          | 3:13                                                                |

| The Legend of the Blue Sea (Original Television Soundtrack), Part 8 | The Legend of the Blue Sea (Original Television Soundtrack), Part 8 | The Legend of the Blue Sea (Original Television Soundtrack), Part 8 | The Legend of the Blue Sea (Original Television Soundtrack), Part 8 | The Legend of the Blue Sea (Original Television Soundtrack), Part 8 | The Legend of the Blue Sea (Original Television Soundtrack), Part 8 |
| #                                                                   | Назва                                                               | Автор слів                                                          | Автор музики                                                        | Виконавець                                                          | Тривалість                                                          |
| ------------------------------------------------------------------- | ------------------------------------------------------------------- | ------------------------------------------------------------------- | ------------------------------------------------------------------- | ------------------------------------------------------------------- | ------------------------------------------------------------------- |
| 1.                                                                  | «Why Would I Do Like» (내가 왜 이럴까)                              | Coffee Boy                                                          | Coffee Boy                                                          | Coffee Boy                                                          | 3:13                                                                |
| 2.                                                                  | «Why Would I Do Like (Inst.)» (내가 왜 이럴까 (Inst.))              |                                                                     | Coffee Boy                                                          | Coffee Boy                                                          | 3:13                                                                |

| The Legend of the Blue Sea (Original Television Soundtrack), Part 9 | The Legend of the Blue Sea (Original Television Soundtrack), Part 9 | The Legend of the Blue Sea (Original Television Soundtrack), Part 9 | The Legend of the Blue Sea (Original Television Soundtrack), Part 9 | The Legend of the Blue Sea (Original Television Soundtrack), Part 9 | The Legend of the Blue Sea (Original Television Soundtrack), Part 9 |
| #                                                                   | Назва                                                               | Автор слів                                                          | Автор музики                                                        | Виконавець                                                          | Тривалість                                                          |
| ------------------------------------------------------------------- | ------------------------------------------------------------------- | ------------------------------------------------------------------- | ------------------------------------------------------------------- | ------------------------------------------------------------------- | ------------------------------------------------------------------- |
| 1.                                                                  | «Day By Day» (하루에 하나씩)                                        | ZigZagNote, Кан Мін Со                                              | ZigZagNote, Кан Мін Со                                              | Пак Юн Ха                                                           | 3:08                                                                |
| 2.                                                                  | «Day By Day (Inst.)» (하루에 하나씩 (Inst.))                        |                                                                     | ZigZagNote, Кан Мін Со                                              | Пак Юн Ха                                                           | 3:08                                                                |

| The Legend of the Blue Sea (Original Television Soundtrack), Part 10 | The Legend of the Blue Sea (Original Television Soundtrack), Part 10 | The Legend of the Blue Sea (Original Television Soundtrack), Part 10 | The Legend of the Blue Sea (Original Television Soundtrack), Part 10 | The Legend of the Blue Sea (Original Television Soundtrack), Part 10 | The Legend of the Blue Sea (Original Television Soundtrack), Part 10 |
| #                                                                    | Назва                                                                | Автор слів                                                           | Автор музики                                                         | Виконавець                                                           | Тривалість                                                           |
| -------------------------------------------------------------------- | -------------------------------------------------------------------- | -------------------------------------------------------------------- | -------------------------------------------------------------------- | -------------------------------------------------------------------- | -------------------------------------------------------------------- |
| 1.                                                                   | «If Only» (만에 하나)                                                | Мін Йон Дже, Bigtone                                                 | KingMing, Кім Тон Хві                                                | Кім Се Джон                                                          | 4:15                                                                 |
| 2.                                                                   | «If Only (Inst.)» (만에 하나 (Inst.))                                |                                                                      | KingMing, Кім Тон Хві                                                | Кім Се Джон                                                          | 4:15                                                                 |

| The Legend of the Blue Sea (Original Television Soundtrack), Part 11 | The Legend of the Blue Sea (Original Television Soundtrack), Part 11 | The Legend of the Blue Sea (Original Television Soundtrack), Part 11 | The Legend of the Blue Sea (Original Television Soundtrack), Part 11 | The Legend of the Blue Sea (Original Television Soundtrack), Part 11 | The Legend of the Blue Sea (Original Television Soundtrack), Part 11 |
| #                                                                    | Назва                                                                | Автор слів                                                           | Автор музики                                                         | Виконавець                                                           | Тривалість                                                           |
| -------------------------------------------------------------------- | -------------------------------------------------------------------- | -------------------------------------------------------------------- | -------------------------------------------------------------------- | -------------------------------------------------------------------- | -------------------------------------------------------------------- |
| 1.                                                                   | «Love Road» (사랑길)                                                 | Кім Чі Хян                                                           | MELODESIGN                                                           | Мін Чхе                                                              | 3:54                                                                 |
| 2.                                                                   | «Love Road (Inst.)» (사랑길 (Inst.))                                 |                                                                      | MELODESIGN                                                           | Мін Чхе                                                              | 3:54                                                                 |

| The Legend of the Blue Sea (Original Television Soundtrack) Score, Part 1 | The Legend of the Blue Sea (Original Television Soundtrack) Score, Part 1 | The Legend of the Blue Sea (Original Television Soundtrack) Score, Part 1 | The Legend of the Blue Sea (Original Television Soundtrack) Score, Part 1 | The Legend of the Blue Sea (Original Television Soundtrack) Score, Part 1 |
| #                                                                         | Назва                                                                     | Автор музики                                                              | Виконавець                                                                | Тривалість                                                                |
| ------------------------------------------------------------------------- | ------------------------------------------------------------------------- | ------------------------------------------------------------------------- | ------------------------------------------------------------------------- | ------------------------------------------------------------------------- |
| 1.                                                                        | «Sound Of Ocean»                                                          | Рьо Йошімата                                                              | Рьо Йошімата                                                              | 2:56                                                                      |
| 2.                                                                        | «Memories»                                                                | Рьо Йошімата                                                              | Рьо Йошімата                                                              | 3:27                                                                      |
| 3.                                                                        | «The Last Time»                                                           | Рьо Йошімата                                                              | Рьо Йошімата                                                              | 1:58                                                                      |

| The Legend of the Blue Sea (Original Television Soundtrack) Score, Part 2 | The Legend of the Blue Sea (Original Television Soundtrack) Score, Part 2 | The Legend of the Blue Sea (Original Television Soundtrack) Score, Part 2                          | The Legend of the Blue Sea (Original Television Soundtrack) Score, Part 2                          | The Legend of the Blue Sea (Original Television Soundtrack) Score, Part 2 | The Legend of the Blue Sea (Original Television Soundtrack) Score, Part 2 |
| #                                                                         | Назва                                                                     | Автор слів                                                                                         | Автор музики                                                                                       | Виконавець                                                                | Тривалість                                                                |
| ------------------------------------------------------------------------- | ------------------------------------------------------------------------- | -------------------------------------------------------------------------------------------------- | -------------------------------------------------------------------------------------------------- | ------------------------------------------------------------------------- | ------------------------------------------------------------------------- |
| 1.                                                                        | «Hidden Story» (숨겨진 이야기 (Feat. 한아름))                             | 2nd Moon, Лінда Каллен, Пак Хє Рі, Чхве Чін Ґьон, Чо Юн Джон, Пек Сон Йоль, Пак Чін У, Кім Хьон Бо | 2nd Moon, Лінда Каллен, Пак Хє Рі, Чхве Чін Ґьон, Чо Юн Джон, Пек Сон Йоль, Пак Чін У, Кім Хьон Бо | 2nd Moon                                                                  | 3:54                                                                      |
| 2.                                                                        | «My name» (나의 이름 (Feat. 한아름))                                      | | 2nd Moon, Лінда Каллен, Пак Хє Рі, Чхве Чін Ґьон, Чо Юн Джон, Пак Чін У, Пек Сон Йоль, Кім Хьон Бо | 2nd Moon                                                                  | 2:37                                                                      |
| 3.                                                                        | «The way to looking for you» (너를 찾아가는 길)                           | | 2nd Moon, Лінда Каллен, Пак Хє Рі, Чхве Чін Ґьон, Чо Юн Джон, Пак Чін У, Пек Сон Йоль, Кім Хьон Бо | 2nd Moon                                                                  | 1:30                                                                      |
| 4.                                                                        | «As This Time» (다음 이 시간에)                                           | | 2nd Moon, Лінда Каллен, Пак Хє Рі, Чхве Чін Ґьон, Чо Юн Джон, Пак Чін У, Пек Сон Йоль, Кім Хьон Бо | 2nd Moon                                                                  | 1:44                                                                      |

## Рейтинги
Найнижчі рейтинги позначені синім кольором, а найвищі — червоним кольором.
| Серія            | Дата показу       | Середнє значення кількості переглядів | Середнє значення кількості переглядів | Середнє значення кількості переглядів | Середнє значення кількості переглядів |
| Серія            | Дата показу       | Nielsen Korea                         | Nielsen Korea                         | TNmS                                  | TNmS                                  |
| Серія            | Дата показу       | Загальнонаціональні                   | Сеул                                  | Загальнонаціональні                   | Сеул                                  |
| ---------------- | ----------------- | ------------------------------------- | ------------------------------------- | ------------------------------------- | ------------------------------------- |
| 1                | 16 листопада 2016 | 16,4 % (4-те)                         | 18,0 % (2-ге)                         | 15,4 % (4-те)                         | 18,9 % (3-тє)                         |
| 2                | 17 листопада 2016 | 15,1 % (4-те)                         | 16,4 % (4-те)                         | 16,2 % (4-те)                         | 20,1 % (3-тє)                         |
| 3                | 23 листопада 2016 | 15,7 % (4-те)                         | 17,2 % (4-те)                         | 16,6 % (4-те)                         | 19,6 % (2-ге)                         |
| 4                | 24 листопада 2016 | 17,1 % (4-те)                         | 18,4 % (3-тє)                         | 17,9 % (4-те)                         | 21,3 % (3-тє)                         |
| 5                | 30 листопада 2016 | 16,8 % (3-тє)                         | 18,5 % (1-ше)                         | 16,4 % (4-те)                         | 20,4 % (2-ге)                         |
| 6                | 1 грудня 2016     | 18,9 % (2-ге)                         | 22,1 % (1-ше)                         | 18,1 % (2-ге)                         | 20,2 % (1-ше)                         |
| 7                | 7 грудня 2016     | 17,4 % (2-ге)                         | 19,2 % (1-ше)                         | 15,8 % (4-те)                         | 18,1 % (2-ге)                         |
| 8                | 8 грудня 2016     | 17,4 % (2-ге)                         | 19,1 % (2-ге)                         | 17,4 % (3-тє)                         | 19,7 % (1-ше)                         |
| 9                | 14 грудня 2016    | 16,6 % (2-ге)                         | 18,8 % (2-ге)                         | 14,8 % (5-те)                         | 16,4 % (2-ге)                         |
| 10               | 15 грудня 2016    | 17,5 % (2-ге)                         | 19,3 % (2-ге)                         | 16,8 % (4-те)                         | 19,2 % (2-ге)                         |
| 11               | 21 грудня 2016    | 16,7 % (3-тє)                         | 18,1 % (2-ге)                         | 17,7 % (3-тє)                         | 20,1 % (2-ге)                         |
| 12               | 22 грудня 2016    | 17,3 % (3-тє)                         | 18,7 % (2-ге)                         | 16,3 % (4-те)                         | 18,0 % (2-ге)                         |
| 13               | 28 грудня 2016    | 16,0 % (4-те)                         | 17,2 % (3-тє)                         | 15,8 % (4-те)                         | 18,4 % (2-ге)                         |
| 14               | 4 січня 2017      | 17,8 % (3-тє)                         | 18,7 % (2-ге)                         | 15,1 % (4-те)                         | 18,1 % (3-тє)                         |
| 15               | 5 січня 2017      | 18,3 % (3-тє)                         | 20,1 % (2-ге)                         | 15,9 % (3-тє)                         | 19,4 % (2-ге)                         |
| 16               | 11 січня 2017     | 18,9 % (3-тє)                         | 20,7 % (2-ге)                         | 15,1 % (4-те)                         | 19,0 % (2-ге)                         |
| 17               | 12 січня 2017     | 20,8 % (2-ге)                         | 23,0 % (2-ге)                         | 18,9 % (3-тє)                         | 22,2 % (2-ге)                         |
| 18               | 18 січня 2017     | 18,3 % (3-тє)                         | 19,9 % (2-ге)                         | 16,5 % (3-тє)                         | 18,4 % (2-ге)                         |
| 19               | 19 січня 2017     | 21,0 % (2-ге)                         | 22,2 % (2-ге)                         | 18,7 % (3-тє)                         | 20,4 % (2-ге)                         |
| 20               | 25 січня 2017     | 17,9 % (3-тє)                         | 18,8 % (2-ге)                         | 16,2 % (4-те)                         | 18,4 % (2-ге)                         |
| Середнє значення | Середнє значення  | 17,6 %                                | 19,2 %                                | 16,6 %                                | 19,3 %                                |
| Спеціальна серія | 29 грудня 2016    | 11,2 % (7-ме)                         | 12,3 % (4-те)                         | 14,5 % (8-ме)                         | 13,3 % (4-те)                         |

## Нагороди та номінації
| Рік  | Нагорода           | Категорія                                                                     | Отримувач                         | Результат | Прим.  |
| ---- | ------------------ | ----------------------------------------------------------------------------- | --------------------------------- | --------- | ------ |
| 2016 | Премія SBS драма   | Нагорода за високу майстерність, Найкращий актор жанрової і фентезійної драми | Лі Мін Хо                         | Перемога  | [ 38 ] |
| 2016 | Премія SBS драма   | Нагорода за особливу акторську гру у фентезійній драмі (актори)               | Сон Тон Іль                       | Перемога  | [ 38 ] |
| 2016 | Премія SBS драма   | Найкраща пара                                                                 | Лі Мін Хо та Чон Чі Хьон          | Перемога  | [ 38 ] |
| 2016 | Премія SBS драма   | Топ 10 зірок                                                                  | Лі Мін Хо                         | Перемога  | [ 38 ] |
| 2016 | Премія SBS драма   | Топ 10 зірок                                                                  | Чон Чі Хьон                       | Перемога  | [ 38 ] |
| 2016 | Премія SBS драма   | Великий приз (Тесан)                                                          | Чон Чі Хьон                       | Номінація | [ 39 ] |
| 2016 | Премія SBS драма   | Великий приз (Тесан)                                                          | Лі Мін Хо                         | Номінація | [ 39 ] |
| 2016 | Премія SBS драма   | Нагорода за високу майстерність, Найкращий актор жанрової і фентезійної драми | Чон Чі Хьон                       | Номінація |        |
| 2016 | Премія SBS драма   | Нагорода за майстерність, Найкращий акторка фентезійної драми                 | Сін Хє Сон                        | Номінація |        |
| 2016 | Премія SBS драма   | Нагорода за майстерність, Найкращий акторка фентезійної драми                 | Хван Сін Хє                       | Номінація |        |
| 2016 | Премія SBS драма   | Нагорода за особливу акторську гру у фентезійній драмі (актори)               | Лі Чі Хун                         | Номінація |        |
| 2016 | Премія SBS драма   | Нагорода за особливу акторську гру у фентезійній драмі (акторки)              | О Йон А                           | Номінація |        |
| 2016 | Премія SBS драма   | Нагорода «Зірка корейської хвилі»                                             | Лі Мін Хо                         | Номінація |        |
| 2016 | Премія SBS драма   | Нагорода «Зірка корейської хвилі»                                             | Чон Чі Хьон                       | Номінація |        |
| 2017 | Melon Music Awards | Найкращий саундтрек                                                           | «Somewhere Someday» — Сон Сі Ґьон | Номінація | [ 40 ] |

## Виноски
1. ↑  1 спеціальна серія, що підсумовує першу половину серіалу; 2 серії, що є режисерськими версіями перших двох серій.
2. ↑  На Spotify і YouTube Music назва подана як «JinJu's s devotion», але схоже, що s по середині, то помилка, бо її розташування там не має сенсу.
3. 1 2  29 грудня вийшла спеціальна серія у вигляді фільму, що підсумала всі події, що трапилися протягом першої половини серіалу. Через це 14-та серія була перенесана на 7 січня[37].